# Europejska Nagroda Muzyczna MTV dla najlepszego izraelskiego wykonawcy
Europejska Nagroda Muzyczna MTV dla najlepszego izraelskiego wykonawcy – nagroda przyznawana przez redakcję MTV Israel podczas corocznego rozdania MTV Europe Music Awards. Nagrodę dla najlepszego izraelskiego wykonawcy po raz pierwszy przyznano w 2008 r. O zwycięstwie decydują widzowie za pomocą głosowania internetowego i telefonicznego (smsowego). 

## Artyści nominowani do nagrody MTV

### 2008
- Sziri Majmon
  - Asaf Awidan
  - Cohen @ Mushon(inne języki)
  - Izabo
  - Kutiman

### 2009
- Ninet Tayeb
  - Asaf Avidan & the Mojos(inne języki)
  - Assaf Amdursky
  - Infected Mushroom
  - Terry Poison(inne języki)

### 2010
- Iwri Lider
  - Hadag Nahash
  - Infected Mushroom
  - Karolina
  - Sarit Chadad

### 2011
- The Young Professionals
  - Izabo
  - Liran Danino
  - Sarit Chadad
  - The Walking Man

### 2012
- Ninet Tayeb
  - Dudu Tassa
  - Mosze Perec
  - Riff Cohen
  - The Young Professionals

### 2013
- The Ultras
  - Ester Rada
  - Hadag Nahash
  - Ido B & Zooki
  - Roni Daloomi